# Alben Top 100
Alben Top 100 (wcześniej Top 100 Alben) – cotygodniowa lista przebojów najlepiej sprzedających się albumów w Szwajcarii publikowana przez Hitparade.ch. Lista obejmuje sto pozycji.
W Szwajcarii istnieje także retoromański odpowiednik w postaci listy Albums Top 50.